# مناسخة
المناسخة في علم فقه المواريث هي: (موت بعض الورثة قبل قسمة التركة). والميت إما واحد أو أكثر، وتتضمن:الأعمال الحسابية، وقسمة تركة الميت على ورثته، واستخراج سهم الميت، وطرق تقسيمه على ورثته.

## المناسخة في علم المواريث
المناسخة بالمعنى اللغوي: من باب المفاعلة الرباعي، ومادته (ن س خ) والنسخ بمعنى: النقل أو الإزالة، أو التغيير. والتناسخ بمعنى: «الانتقال» أو «التوالي والتعاقب» وتناسخ الورثة موت الواحد تلو الآخر والمال لم يقسم.

### المناسخة في فقه المواريث
المناسخة في علم المواريث ضمن فقه المعاملات هي: (موت بعض الورثة قبل قسمة التركة). وعرفها الشنشوري
«أن يموت من ورثة الميت الأول واحد أو أكثر قبل قسمة التركة»
وتسمى مناسخة لأن موت الوارث قبل القسمة ينسخ أي: يبطل العمل بمصحح المسألة الأولى. كما أن في عمل المناسخة انتقال المال من وارث إلى آخر.
فمسألة المناسخة أن يموت شخص، ثم يموت بعض ورثته قبل قسمة التركة، فيقسم المال على ورثة كل ميت بالتسلسل، والترتيب بدء من الميت الأول فالثاني وهكذا. فلومات شخص وله خمسة ورثة مات أحدهم قبل القسمة، وله ورثة مات أحدهم قبل القسمة وهكذا، فتقسم تركة الميت الأول على ورثته، ويؤخذ للميت الثاني سهمه من تركة الميت الأول، ثم يقسم سهم الميت الثاني على ورثته، وهكذا في الميت الثالث وما بعده إن وجد.

### مكونات المناسخة
1. الميت الأول؛ الذي تقسم تركته على ورثته.
2. الميت الأخر؛ هو: الوارث الذي مات قبل القسمة، ولم يأخذ نصيبه الذي يستحقه من تركة الميت السابق.
3. مسألة الميت الأول؛ وتتكون من الورثة الذين مات بعضهم قبل أن تقسم التركة عليهم.
4. مسألة الميت الأخر؛ المشتملة على ورثته، سواء كانوا وارثين عن الميت السابق أو غير وارثين عنه.
5. مجموع سهام الورثة، [1] في المسألة الأولى، والمسألة أو المسائل الأخرى؛ وهو: العدد الناتج بعمل حساب الفرائض الذي يقسم صحيحاً على الورثة.[2]
6. سهام الميت الآخر؛ وهو: العدد الذي يستحقه من مسألة الميت السابق.
7. الجامعة؛ وتتضمن نتائج النظر بين السهام وبين مصحح المسألة.

## أقسام المناسخات
إذا مات بعض الورثة قبل قسمة التركة؛ فإما أن يموت من وثة الميت الثاني واحد فقط، وإما أن يموت أكثر من واحد، وفي كل منهما إما أن يمكن الاختصار قبل العمل، أو لا يمكن. فهذه أربعة أقسام عامة تتضمن تقسيمات أخرى فرعية.
- أن يكون ورثة الميت الثاني هم ورثة الميت الأول فقط.
- أن يكون في ورثة الميت الثاني من لم يكن وارثا من الميت الأول.
- استواء قسمة التركة الأولى والثانية.
- اختلاف وجه قسمة التركة الأولى عن الثانية.
- أن يستقيم قسمة نصيب الميت الثاني على ورثته من غير كسر.
- انكسار نصيب الميت الثاني عند قسمته على ورثته.

## ورثة الميت الآخر في المناسخة
تقسم تركة الميت الأول على ورثته لتحديد نصيب الميت الثاني منها، ثم توضع للميت الثاني مسألته المشتملة على ورثته، وهم إما أن يكونوا وارثين منه فقط، أو أن يكون جميعهم أو بعضهم ممن يرث من الأول.

### الحالة الأولى
أن يكون ورثة الميت الثاني هم نفس ورثة الميت الأول ولا تغيير في القسمة؛ فتقسم التركة بينهم قسمة واحدة، ولا حاجة لتطويل القسمة. فلو مات شخص وله أبناء وبنات، ثم مات أحدهم قبل القسمة، وليس له وارث سواهم، فالقسمة بين الباقين على صفة واحدة. فلو خلف ابنين وبنتين؛ فمسألتهم من ستة، لكل ابن اثنان، ولكل بنت واحد، ثم مات أحد الأبناء قبل القسمة، ولا وارث له غيرهم؛ فمسألتهم من أربعة، وهم إخوة بالنسبة للميت الثاني، للذكر سهمان، ولكل أنثى سهم.

### الحالة الثانية
إذا كان في ورثة الميت الثاني من ليس وارثا من تركة الميت الأول؛ إما:
1. أن يرث من تركة الميت الثاني فقط، فلو مات عن خمسة أبناء مثلا، ثم مات أحد الأبناء قبل القسمة عن ثلاثة أبناء؛ فمسألة الميت الأول من خمسة بعدد الرؤوس، لكل ابن واحد، ثم مات أحد الأبناء عن ثلاثة أبناء ومسألتهم من عدد الرؤوس لكل واحد سهم. فالذين يرثون الميت الثاني فقط هم أبناؤه الثلاثة، ولا يرثون الميت الأول لأنهم محجوبون بأبناء الميت الأول، وأبناء الميت الأول لايرثون الميت الثاني لأنهم إخوته وهم محجوبون بأبنائه.
2. أن يرث من تركة الميت الأول، ومن تركة الميت الثاني؛ فلو مات عن ابن وبنت ثم مات الابن قبل القسمة عن بنت، وأخت؛ فمسألة الميت الأول من عدد الرؤوس ثلاثة، للإبن اثنان، وللبنت واحد، ثم مات الابن عن بنت وأخت؛ والمسألة من اثنين للبنت النصف، وللأخت الباقي تعصيبا. فبنت الميت الثاني ترث منه فقط، لا ترث من تركة الميت الأول، وأخت الميت الثاني ترث منه، وترث من تركة الأول أيضاً لكونها ابنته، فهي ترث أباها أولاً ثم ترث أخاها ثانياً.

### مثال
مات شخص عن زوجة، وأب، وأم، أبناء، وبنات، ثم مات أحد الأبناء عمن بقي في المسألة؛ فنسبة الورثة للميت الثاني هي:
1. زوجة الميت الأول؛ إما أن تكون أما للميت الثاني، أو غير أم له لكونها زوجة أبيه فقط.
2. أب الميت الأول؛ هو: جد الميت الثاني.
3. أم الميت الأول؛ هي: جدة الميت الثاني.
4. ابن الميت الأول؛ هو: أخ الميت الثاني.
5. بنت الميت الأول؛ هي: أخت الميت الثاني.

## الأعمال الأولية في حساب المناسخة
تعتمد أعمال المناسخة على معرفة أحكام المواريث وحساب المواريث مسبقاً. وتبدء خطواتها كما يلي

### الخطوة الأولى
أول خطوة في عمل المناسخات؛ تصحيح مسألة الميت الأول،  بغية تحديد سهام الميت الثاني من مسألة الميت الأول. فلو كان ورثة الميت الأول خمسة إخوة أشقاء، مات أحدهم قبل قسمة التركة؛ فمسألتهم من خمسة، بعدد رؤوسهم، تقسم عليهم، 5÷1=5 لكل واحد منهم سهم، وما يقسم على الورثة من أصل المسألة أو مصححها؛ يسمى: سهما، ومجموع عدد سهام الورثة؛ يسمى: أصل المسألة أو مصححها بعد التصحيح. والميت الثاني في المسألة: هو أحد إخوة الميت الأول، وسهمه من المسألة وهو واحد؛ يقسم على وثته بعد ذلك، بالطريقة المناسبة.

### الخطوة الثانية
الخطوة الثانية في المناسخة؛ قسمة تركة الميت الثاني على ورثته. وتتضمن هذه المرحلة أهم أعمال المناسخة،
فإذا مات من ورثة الميت الأول واحد فقط، وأمكن الاختصار قبل العمل؛ فلا حاجة للتطويل.

### اختصار العمل بقسمة واحدة
الاختصار بقسمة واحدة؛ هو: الاكتفاء بعمل واحد عندما لا يكون للتطويل فائدة، فعند استواء قسمة التركة الأولى والثانية، على صفة واحدة، بلا تغيير؛ تكفي قسمة واحدة. فلو مات شخص عن إخوة، ثم مات أحدهم قبل القسمة، ولا وارث له سواهم؛ يقسم المال بينهم، على عدد رؤوسهم، بقسمة واحدة.

### الاختصار في قسمة سهام الميت على ورثته
وإذا لم يصلح الاختصار بقسمة واحدة؛ فالعمل كالتالي:
1. تقسم تركة الميت الأول على ورثته لتحديد سهام الميت الثاني.
2. توضع مسألة أخرى للميت الثاني، وتقسم فيها تركته على ورثته.
3. النظر بين سهام الميت الثاني من المسألة الأولى وبين مسألته، فسهامه إما أن يصلح قسمتها على ورثته من غير كسر، أو بكسر.

#### القسمة من غير كسر
الحالة الأولى: عندما يصلح قسمة سهام الميت الثاني من المسألة الأولى على ورثتة من غير كسر؛ فتقسم سهامه على ورثته ولا حاجة إلى الضرب وتصح المناسخة مما صحت منه المسألة الأولى.
مثاله الإنقسام
أن يموت شخص عن ابن وبنت، ثم يموت الابن قبل القسمة، عن بنت وأخت؛ فمسألة الميت الأول من ثلاثة، للإبن سهمان، وللبنت سهم، ثم مات الابن عن بنت وأخت؛ للبنت النصف فرضا، وللأخت الباقي تعصيبا، فمسألة الميت الثاني من مخرج النصف وهو اثنان، للبنت سهم، وللأخت سهم. ثم إن سهام الميت الثاني من المسألة الأولى وهي اثنان؛ تنقسم على ورثته نصفان نصف لبنته وهو سهم واحد، ونصف لأخته وهو سهم واحد. ولا حاجة لعمل الضرب، وتصح المناسخة مما صحت منه المسألة الأولى وهو ثلاثة، سهم لبنت الميت الثاني من تركة أبيها، وسهمان لأخت الميت الثاني، أحدهما سهم من تركة الميت الأول، وثانيهما سهم من تركة الميت الثاني.
صورة المسألة
─────
مثال الانقسام÷
| ورثة الأول | مسألتهم |     |
| ---------- | ------- | --- |
|            | ↓ 3سهام |     |
| بنت        | 1       |     |
| ابن        | 2✌      | مات |

| ورثة | مسألتهم | سهام | الجامعة |
| ---- | ------- | ---- | ------- |
| ➡    | ↓سهام 3 |      | 3       |
| أخت  | 1       | 1+1= | 2       |
| بنت  | 1       | 1=   | 1       |

## قسمة سهام الميت على ورثته

### مبادئ العلاقة بين سهام الميت ومسئلته
- العدد الذي صحت منه مسألة الميت الأول؛ وهو: مجموع السهام الموزعة على الورثة.[4]
- سهام الميت الثاني من مسألة الميت الأول؛ أي: نصيبه الذي يرثه من الميت الأول.
- العدد الذي تصح منه مسألة الميت الثاني؛ وهو: مجموع سهام ورثته في المسألة الثانية.
- سهام كل واث في المسألتين الأولى والثانية.

### الربط بين سهام الميت الثاني ومسألته
يكون الربط بين سهام الميت الثاني، وبين مسألته بعمل النظر  بين العددين لتحديد العلاقة بينهما، للحصول على عدد يصلح أن يقسم على الورثة من غير كسر. فسهام الميت الثاني إما أن تستقيم قسمتها على ورثته من غير كسر؛ فتقسم فيما بينهم من غير ضرب، فلو كانت سهامه خمسة، ومجموع سهام ورثته خمسة؛
فتقسم الخمسة عليهم من غير ضرب.
وإما أن تكون سهام الميت الثاني غير منقسمة بين ورثته إلا بكسر؛
مثل: 5÷4= {\displaystyle {1 \over 4}}1

### انكسار السهام في القسمة
الانكسار بمعنى: أنه لو قسمى سهام الميت الثاني على ورثته؛ لكان في الناتج عدد كسري. وفي هذه الحالة التي تكون فيها السهام غير منقسمة على الورثة؛ إما أن يكون بين سهام الميت الثاني من المسألة الأولى وبين مسألته توافق أو تباين.

### قواعد العمل عند التوافق أو التباين
1. تضرب مجموع سهام المسألة الثانية عند التباين أو وفقها عند التوافق في مجموع سهام المسألة، والناتج هو العدد الذي تصح منه مسألة المناسخة.
2. يضرب سهم كل وارث من المسألة الثانية في سهام الميت الثاني عند التباين، أو في وفقها عند التوافق والناتج هو نصيب كل وارث من المسألة الثانية.
3. يضرب سهم كل وارث من المسألة الأولى في مجموع سهام المسألة الثانية عند التباين، أو في وفقها عند التوافق، والناتج هو نصيب كل وارث من المسألة الأولى.

## التوافق بين سهام الميت ومسألته
إذا كان بين سهام الميت الثاني وبين مسألته موافقة بالجزئية؛  فيؤخذ وفق كل واحد منهما، ثم يكون العمل تقسيم السهام على الورثة في المسألتين كما يلي
1. ضرب وفق مجموع سهام المسألة الثانية في مجموع سهام المسألة الأولى، وما نتج عن ذلك؛ فهو العدد الذي تصح منه المناسخة.
2. من كان له نصيب من المسألة الأولى؛ يضرب بتمامه في وفق المسألة الثانية، وما نتج عنه؛ فهو نصيبه من المسألة الأولى.
3. من كان له نصيب من المسألة الثانية؛ يضرب بتمامه في وفق سهام الميت الثاني، وما نتج عنه فهو نصيبه من المسألة الثانية.
4. جمع النتائج بعد الضرب؛ فمن حصل له بعمل الضرب نصيب من المسألة الأولى فقط، أو من الثانية فقط؛ فذلك هو نصيبه من مصحح المناسخة. ومن حصل له نصيب من المسألتين؛ فمجموعهما هو نصيبه من مصحح المناسخة.

### مثال الموافقة
مات شخص عن أم وأب وبنتين، ثم ماتت إحدى البنتين قبل القسمة، عمن بقي في المسألة. فمجموع سهام المسألة الأولى ستة، للأم سهم، وللأب سهم، ولكل واحدة من البنتين سهمان. والميت الثاني في المسألة إحدى البنتين عمن بقي في المسألة، وهم ثلاثة
- جدة؛ هي في المسألة الأولى أم الميت الأول.
- جد أبو الأب؛ هو في المسألة الأولى أب الميت الأول.
- أختها لأبوين أو لأب؛ وهي في المسألة الأولى بنت الميت الأول.

وأصل مسألتهم من مخرج السدس (ستة)، للجدة سهم، والباقي خمسة للجد والأخت بالمقاسمة، في إرث الجد والإخوة إلا أن الخمسة لا تنقسم صحيحا عليهما، فتضرب 5 × عدد رؤوسهم 3 = 18 تصح منه مسألتهم، للجدة (ثلاثة) أسهم، وللجد (عشرة) أسهم،
وللأخت (خمسة) أسهم.
ثم إن سهام الميت الثاني (اثنان) لا تنقسم صحيحا، لكن بينها وبين مصحح المسألة الثانية وهو (ثمانية عشر) توافق بالأنصاف، فنصف الإثنين (واحد) ونصف الثمانية عشر (تسعة).
- يضرب وفق المسألة الثانية وهو (تسعة) في مجموع سهام المسألة الأولى وهو (ستة)، 9×6= (54)، فالعدد الذي تصح منه المناسخة هو (أربعة وخمسون).
- نصيب أم الميت الأول من المسألة الأولى سهم، فيضرب في وفق مصحح المسألة الثانية وهو (تسعة)، 1×9= (9).

ثم يضرب نصيبها من المسألة الثانية لكونها جدة الميتة، وهو (3) في وفق سهام الميت الثاني وهو (واحد) 3×1= (3) ثم يجمع ما حصل لها من المسألتين وهو (تسعة) من المسألة الأولى + (ثلاثة)
من المسألة الثانية 9+3= (12) فالمجموع (اثنى عشر) وهو نصيبها في مصحح المناسخة.
- للأب من المسألة سهم يضرب في وفق الثانية، 1×9= 9، ويضرب سهمه من المسألة الثانية وهو (عشرة) في وفق سهام الميت الثاني وهو واحد، 10×1=10، فالحاصل من الأولى تسعة، ومن الثانية 10 فالحاصل (تسعة عشر) هو نصيبه في مصحح المناسخة.
- للبنت في الأولى سهمان تضرب في وفق الثانية وهو (تسعة) 2×9= 18، وسهامها في المسألة الثانية خمسة تضرب في وفق سهام الميت الثاني وهو (واحد) 5×1= (5) فيحصل لها من المسألتين (ثلاثة وعشرون) هو نصيبها في مصحح المناسخة.

### صورة المسألة
| ورثة الميت الأول | مسألتهم  | ورثة الميت الثاني⬇ | مسألتهم | مصححها   | الجامعة |
| ---------------- | -------- | ------------------ | ------- | -------- | ------- |
|                  | سهام ↓ 6 |                    | 6       | سهام ↓18 | 54      |
| أم               | 1        | جدة                | 1       | 3        | 12      |
| أب               | 1        | جد                 |         | 10       | 19      |
| بنت              | 2        | أخت                |         | 5        | 23      |
| بنت              | 2✌       | → ماتت             | ×       | ×        | ×       |
|                  |          |                    |         |          |         |

## التباين
──────────────────
مثال التباين❌
| ورثة الأول | مسألتهم | ↓   |
| ---------- | ------- | --- |
|            | ↓ 3سهام |     |
| بنت        | 1       |     |
| ابن        | 2✌      | مات |

| ورثة         | مسألتهم  | الجامعة |
| ------------ | -------- | ------- |
|              |          | 9       |
|              |          |         |
|              |          | 3       |
| ↓ورثة الثاني | مساألتهم |         |
|              |          |         |
| ➡            | ↓سهام 3  |         |
| بنت          | 1        | 2       |
| ابن          | 2        | 4       |

## هوامش
1. ↑  وتسمى: أصل المسألة، أو مصحح المسألة. وهي: مجموع السهام الموزعة على الوثة.
2. ↑  هو أصل المسالة أو مصححها. ويسمى أيضا: (سهام المسألة، أو سهام الفريضة)
3. ↑  يتضمن هذا العمل استخراج عدد يقسم صحيحا إلى سهام توزع على الورثة، وفق أعمال حساب الفرائض
4. ↑  السهام في علم الفرائض؛ هي: مقادير أنصباء الورثة، وحصصهم.
5. ↑   النظر بين عددين في حساب الفرائض؛ هو: عملية عقلية، بصورة افتراضية، لتحديد العلاقة بين عددين بأحد النسب الأربع.
6. ↑   العددان المتوافقان بالجزئية؛ لا يفني أحدهما الآخر، لكن يفنيهما عدد ثالث إذا سلط عليهما، مثل: الأربعة والستة؛ ليس أحدهما جزء الآخر، فإذا قسم على كل واحد منهما عدد آخر وهو اثنان؛ نتج عن كل منهما جزء، ويكون بينهما توافق بالأصاف، فنصف الأربعة اثنان، ونصف الستة ثلاثة.